# Ху Вэйдэ
Ху Вэйдэ́ (кит. упр. 胡惟德, пиньинь Hú Wéidé, 1863 — 24 ноября 1933) — китайский дипломат и политик первой половины XX века.

## Биография
Ху Вэйдэ родился в 1863 году в уезде Учэн Хучжоуской управы провинции Чжэцзян. После окончания Института иностранных языков в Шанхае он в 1888 году сдал государственные экзамены и поступил на госслужбу. В 1899 году он в составе посольства Сюэ Фучэна отправился в Европу, побыл некоторое время учеником драгомана в Великобритании, а затем получил должность атташе при цинском посольстве в Лондоне. Затем он некоторое время поработал в посольстве в США, а в феврале 1902 года был переведён в Россию. С июля 1902 года Ху Вэйдэ стал послом Цинской империи в России.
В сентябре 1907 года Ху Вэйдэ вернулся на родину и получил должность при Министерстве внешних сношений. В марте 1908 года он был назначен послом в Японию. В 1910 году Ху Вэйдэ стал представителем Цинской империи в Постоянной палате третейского суда в Гааге. В мае того же года он опять вернулся на родину и вновь стал делать карьеру в Министерстве внешних сношений. Когда в попытке остановить революцию цинская монархия доверила власть Юань Шикаю, Ху Вэйдэ стал в октябре 1911 года временно исполняющим обязанности министра внешних сношений в его кабинете.
После образования Китайской республики Ху Вэйдэ стал в марте 1912 года министром иностранных дел в кабинете Тан Шаои. В ноябре того же года он был назначен послом во Францию, а в 1914 году стал послом в Испании и Португалии. В сентябре 1920 года он был назначен послом в Японию, а в июне 1922 года окончательно вернулся в Китай и стал работать в Министерстве иностранных дел.
В 1926 году Анти-Фэнтяньская война привела к отстранению от власти Дуань Цижуя, и Ху Вэйдэ стал временно исполняющим обязанности президента Китайской республики. Однако борьба между милитаристскими кликами продолжалась, и месяц спустя он был заменён на Янь Хуэйцина. В кабинетах последующих правительств он продолжал занимать министерские посты, но в условиях, когда партия Гоминьдан успешно вела Северный поход, ставя под свой контроль всё новые и новые районы Китая, эти министерства уже практически ничем не управляли.